# Cantón de Évreux-Sur
El cantón de Évreux-Sur era una división administrativa francesa, que estaba situada en el departamento de Eure y la región de Alta Normandía.

## Composición
El cantón estaba formado por seis comunas, más una fracción de la comuna que le daba su nombre:
- Angerville-la-Campagne
- Les Baux-Sainte-Croix
- Évreux (fracción)
- Guichainville
- Le Plessis-Grohan
- Les Ventes
- Saint-Luc

## Supresión del cantón de Évreux-Sur
En aplicación del Decreto n.º 2014-241 de 25 de febrero de 2014, el cantón de Évreux-Sur fue suprimido el 22 de marzo de 2015 y sus 7 comunas pasaron a formar parte; cinco del nuevo cantón de Évreux-3, una del nuevo cantón de Conches-en-Ouche y la fracción de la comuna que le daba su nombre se unió con las demás para que, por medio de una reestructuración cantonal, fueran creados los nuevos cantones de Évreux-1, Évreux-2 y Évreux-3.